# Ying Huang
 (janvier 2012).
Le contenu est difficilement compréhensible vu les erreurs de traduction, qui sont peut-être dues à l'utilisation d'un logiciel de traduction automatique.
Ying Huang (son nom dans l'ordre chinois est Huang Ying, née à Shanghaï) est une chanteuse lyrique chinoise, soprano. Elle a d'abord attiré l'attention internationale quand elle a chanté le rôle-titre dans le film de Frédéric Mitterrand de 1995 Madame Butterfly et a entamé une carrière internationale d'opéra.

## Biographie
Elle est née et a grandi à Shanghai, et elle a commencé à 18 ans cinq ans d'études au Conservatoire de musique de Shanghai. Après avoir remporté le deuxième prix au 19e Concours international de chant de Paris, elle est apparue régulièrement à la télévision de Shanghai et elle a réalisé à Taïwan et en Corée du Nord divers programmes d'échanges culturels. En 1994, le réalisateur Frédéric Mitterrand et le chef d'orchestre James Conlon ont vu une cassette vidéo de sa performance dans le Concours de Chant de Paris et ils l'ont auditionnée pour le rôle principal du film Madame Butterfly de Frédéric Mitterrand. Son succès dans le film conduit Conlon à l'inviter à dans plusieurs concerts avec le Philharmonique de Cologne et ses débuts sur scène de l'opéra ont lieu dans Nannetta de Verdi ainsi que Falstaff à l'Opéra de Cologne en 1996. La même année, elle est apparue avec Plácido Domingo et Michael Bolton dans le Noël à Vienne, concert qui était à la fois à la télévision et diffusé sur le CD.
Ses débuts à l'opéra américain datent de 1999, quand elle a chanté Sophie dans le Werther de Massenet opposant Denyce Graves et Andrea Bocelli au Michigan Opera Theater. Elle revint plus tard au Théâtre du Michigan Opera pour apparaître comme Despina dans Così fan tutte, ainsi que Norina dans Don Pasquale et comme Susanna dans Le Mariage de Figaro. Elle fait ses débuts au New York Metropolitan Opera le 29 décembre 2006 comme Pamina dans La Flûte enchantée, le premier de ses opéras à être diffusé simultanément dans les cinémas, et elle est de retour en 2009 en tant qu'Amore à Orfeo ed Euridice et comme Giannetta dans L'elisir d'amore.

## Prestations
- Du Liniang dans l'opéra Peony Pavilion de Tan Dun à la Wiener Festwochen à Vienne (12 mai 1998).
- Marianne et Marie-Antoinette dans Ca Ira de Roger Waters à l'auditorium Parco della Musica de Rome (17 novembre 2005)
- La Lune de Guo Wenjing sur la vie du poète Li Bai à la  Central City Opera Festival dans le Colorado (juillet 2007)
- Madame White Snake dans l'opéra Madame White Serpent de Zhou Long à l'opéra de Boston à Boston (février 2010).

## Discographie
- Joyeux Noël de Vienne - Plácido Domingo, Michael Bolton, Ying Huang, Orchestre symphonique de Vienne, Steven Mercurio (conducteur). Label: Sony Classical 711325
- Danielpour:Elégies;Sonnets à Orphée - Ying Huang, Frederica von Stade, Thomas Hampson, Perspectives Ensemble, Orchestre philharmonique de Londres Nierenberg, Roger (direction) . Label: Sony Classical 60850
- Eaux : Ça Ira - Ying Huang, Bryn Terfel, Paul Groves, Rick Wentworth (conducteur). Label: Sony Classical 60867
- Puccini : Madame Butterfly : Ying Huang, Richard Troxell, Richard Cowan, Liang Ning, Orchestre de Paris, James Conlon (direction). Label: Sony Classical 69258

## Filmographie
- 1995 : Madame Butterfly de Frédéric Mitterrand

## Sources
- Chan, Wah Keung, "Bocelli Makes North American Operatic Debut", La Scena Musicale, Vol. 5, No. 4, December 1999.
- Kimberly, Nick, "Ready to spread her wings ", The Independent, 21 June 1997.
- MetOpera Database, Huang, Ying (Soprano)
- Riding, Alan "Ying Huang: A 'Butterfly' By Way Of Shanghai", New York Times, 28 April 1996.
- Shulgold, Marc, "Daring opera triumphs", Rocky Mountain News, 11 July 2007

- (en) Cet article est partiellement ou en totalité issu de l’article de Wikipédia en anglais intitulé « Ying Huang » (voir la liste des auteurs).